# Batalion KOP „Niemenczyn”
Batalion KOP „Niemenczyn” – pododdział piechoty Korpusu Ochrony Pogranicza.

## Formowanie i zmiany organizacyjne
Na posiedzeniu Politycznego Komitetu Rady Ministrów, w dniach 21–22 sierpnia 1924, zapadła decyzja powołania Korpusu Wojskowej Straży Granicznej. 12 września 1924 Ministerstwo Spraw Wojskowych wydało rozkaz wykonawczy w sprawie utworzenia Korpusu Ochrony Pogranicza, a 17 września instrukcję określającą jego strukturę. W trzecim etapie organizacji KOP sformowano 6 Brygadę Ochrony Pogranicza, a w jej składzie 21 batalion graniczny. Podstawą formowania było rozporządzenie Ministra Spraw Wewnętrznych nr 1099 ze stycznia 1926. Nazwa jednostki pochodzi od leżącego na Wileńszczyźnie miasta Niemenczyn znajdującego się wówczas na obszarze województwa wileńskiego i będącego macierzystym garnizonem batalionu. Długość ochranianego przez batalion odcinka granicy wynosiła 91 kilometrów, przeciętna długość pododcinka kompanijnego to 30 kilometrów, a strażnicy 6 kilometrów. Odległość dowództwa batalionu od dowództwa brygady wynosiła 25 kilometrów.
Aby zapewnić odpowiednią liczbę żołnierzy ze specjalnością saperską, 1 kwietnia 1928, przy 21 batalionie granicznym w Wilnie utworzono brygadowy ośrodek wyszkolenia pionierów.
W lipcu 1929 przyjęto zasadę, że bataliony przyjmą nazwę miejscowości będącej miejscem ich stacjonowania. Obok nazwy geograficznej, do 1931 stosowano również numer batalionu. W tym czasie batalion na uzbrojeniu posiadał 738 karabinów Berthier wz.1916, 49 ręcznych karabinów maszynowych Chauchat wz. 1915 i 2 ciężkie karabiny maszynowe wz.1914.
W wyniku reorganizacji batalionu w 1931, w miejsce istniejących plutonów karabinów maszynowych, utworzono kompanię karabinów maszynowych. Rozwinięto też kadry kompanii szkolnej do pełnoetatowej kompanii odwodowej. Po przeprowadzonej reorganizacji „R.2” batalion składał się z dowództwa batalionu, plutonu łączności, kompanii karabinów maszynowych, kompanii odwodowej i trzech kompanii granicznych.
W listopadzie 1936 batalion etatowo liczył 19 oficerów, 70 podoficerów, 26 nadterminowych i 550 żołnierzy służby zasadniczej.
Rozkazem dowódcy KOP z 23 lutego 1937 została zapoczątkowana pierwsza faza reorganizacji Korpusu Ochrony Pogranicza „R.3”. Jej wynikiem było między innymi przeorganizowanie batalionu KOP „Niemenczyn” poprzez odebranie batalionowi charakteru jednostki administracyjnej z jednoczesnym zreorganizowaniem dowództwo batalionu. jednostką administracyjną dla batalionu był pułk KOP „Wilno”, ale podkwatermistrzostwo batalionu zaopatrywało posterunek żandarmerii KOP „Niemenczyn”.
Zarządzeniem dowódcy KOP gen. bryg. Jana Kruszewskiego w sprawie zmian w kwatermistrzostwie KOP, dniem 1 kwietnia 1939 zlikwidowane zostało podkwatermistrzostwo batalionu, a sformowane kwatermistrzostwo.
Tym samym zarządzeniem, z dniem 1 kwietnia 1939 utworzono w batalionie etat oficera ewidencyjno-personalnego w stopniu kapitana. Oficer ten był faktycznie oficerem mobilizacyjnym baonu.
Z dniem 15 maja 1939 batalion stał się oddziałem gospodarczym. Stanowisko kwatermistrza batalionu przemianowane zostało na stanowisko zastępcy dowódcy batalionu do spraw gospodarczych, płatnika na stanowisko oficera gospodarczego, zastępcy oficera materiałowego dla spraw uzbrojenia na zbrojmistrza, zastępcy oficera materiałowego dla spraw żywnościowych na oficera żywnościowego.
Zmobilizowany w 1939 batalion został włączony w struktury rezerwowej 33 Dywizji Piechoty jako II batalion 133 pułku piechoty, dzieląc losy innych jednostek SGO „Narew”.
Po odejściu batalionu przeznaczonego dla 33 Dywizji Piechoty garnizon jednostki w Niemenczynie wyposażył i doprowadził do stanu etatowego (poprzez wcielenie nowych rekrutów i rezerwistów) jednostkę na nowo od podstaw. Batalion wszedł w skład pułku KOP „Wilno”. Po odtworzeniu batalion ochraniał granicę z Litwą o długości 114,628 km. Od 17 września 1939 batalion odpierał agresję ZSRR na Polskę.

## Służba graniczna
Batalion graniczny był podstawową jednostką taktyczną Korpusu Ochrony Pogranicza przeznaczoną do pełnienia służby ochronnej na powierzonym mu odcinku granicy polsko-litewskiej, wydzielonym z pasa ochronnego brygady. Odcinek batalionu dzielił się na pododcinki kompanii, a te z kolei na pododcinki strażnic, które były „zasadniczymi jednostkami pełniącymi służbę ochronną”, w sile półplutonu. Służba ochronna pełniona była systemem zmiennym, polegającym na stałym patrolowaniu strefy nadgranicznej i tyłowej, wystawianiu posterunków alarmowych, obserwacyjnych i kontrolnych stałych, patrolowaniu i organizowaniu zasadzek w miejscach rozpoznanych jako niebezpieczne, kontrolowaniu dokumentów i zatrzymywaniu osób podejrzanych, a także utrzymywaniu ścisłej łączności między oddziałami i władzami administracyjnymi. Batalion graniczny KOP „Niemenczyn” w 1934 ochraniał odcinek granicy państwowej szerokości 117 kilometrów 345 metrów. Po odtworzeniu w 1939, batalion ochraniał granicę długości 114 kilometrów 628 metrów.
Bataliony sąsiednie:
- batalion KOP „Troki” ⇔ batalion KOP „Nowe Święciany”

## Walki batalionu
17 września 1939 znad granicy litewskiej do Wilna zostały ściągnięte trzy baony graniczne pułku KOP „Wilno”: „Orany”, „Troki” i „Niemenczyn”. Baon „Niemenczyn” zajął pozycje obronne w północno-zachodniej części miasta.
Bataliony pułku KOP „Wilno” znalazły się w trudnym położeniu. Pozbawione broni przeciwpancernej były bezbronne wobec nacierających czołgów. Dowódca pułku ppłk Kazimierz Kardaszewicz wyprowadził z miasta baony „Orany” i „Niemenczyn”. Baon wycofywał się w kierunku granicy litewskiej, którą ostatecznie przekroczył 20 września w Mejszagole.

## Struktura organizacyjna
Organizacja batalionu w 1934:
- dowództwo batalionu
- pluton łączności
- kompania odwodowa
- kompania karabinów maszynowych
- 1 kompania graniczna KOP „Orniany”
- 2 kompania graniczna KOP „Śrubiszki”
- 3 kompania graniczna KOP „Gudulin” (w X 1929 Plekiszki)

Wykaz kompanii granicznych i strażnic w 1937
1 kompania graniczna „Suderwa”
- drużyna gospodarcza
- pluton odwodowy
- strażnica KOP „Surmańce”
- strażnica KOP „Kasmazyny”
- strażnica KOP „Białozoryszki”

2 kompania graniczna „Gudolino”
- drużyna gospodarcza
- pluton odwodowy
- strażnica KOP „Grabiały”
- strażnica KOP „Podgaj”
- strażnica KOP „Drawcza”
- strażnica KOP „Bortkuszki”
- strażnica KOP „Podbłędzie”

3 kompania graniczna „Szkrubiszki”
- drużyna gospodarcza
- pluton odwodowy
- strażnica KOP „Romaszkańce”
- strażnica KOP „Olany”
- strażnica KOP „Pustyłki”
- strażnica KOP „Gawiejki”
- strażnica KOP „Unkszta”

kompania odwodowa
- drużyna gospodarcza
- dwa plutony odwodowe po trzy drużyny

kompania ckm
- drużyna gospodarcza
- I pluton ckm
- III pluton ckm
- III pluton broni towarzyszących

pluton łączności
Stan osobowy batalionu wynosił 638 żołnierzy, w tym 19 oficerów, 63 podoficerów zawodowych, 22 podoficerów nadterminowych oraz 537 podoficerów i szeregowców służby zasadniczej.
Z dniem 9 września 1938 dowódca KOP zarządzeniem nr L.5232/, tj. og.org/38 przeniósł dowództwo 3 kompanii granicznej z Gudolina do Mejszagoły.

## Żołnierze batalionu
| stopień     | imię i nazwisko        | okres pełnienia służby        | kolejne stanowisko             |
| ----------- | ---------------------- | ----------------------------- | ------------------------------ |
| mjr piech.  | Florian Piotr Gryl     | 11 III 1926 – 28 I 1931       | dowódca III/32 pp w Działdowie |
| mjr piech.  | Lucjan Trzebiński      | 28 I 1931 – XII 1931? IV 1932 | dowódca baonu KOP „Kopyczyńce” |
| ppłk piech. | Franciszek Kubicki     | XII 1931 – VI 1932            | zastępca dowódcy 75 pp         |
| mjr         | Stanisław Parkasiewicz | 27 VII 1932 – 30 III 1934     | do dyspozycji dowódcy KOP      |
| ppłk piech. | Piotr Sosialuk         | 30 V 1934 – 27 III 1935       | zastępca dowódcy 73 pp         |
| mjr piech.  | Jan Kasztelowicz       | 27 III 1935 – 1938            | wykładowca CWPiech.            |
| mjr piech.  | Czesław I Mierzejewski | VIII 1938 – IX 1939           |                                |

Obsada personalna w 1928 
- dowódca batalionu – mjr Florian Gryl
- adiutant batalionu – kpt. Józef Śliwa
- kwatermistrz – mjr Benedykt Matarewicz
- płatnik – por. Stanisław Lechna
- oficer materiałowy – kpt. Franciszek Kwaśnik
- oficer żywnościowy – por. Józef Walusz
- oficer wywiadowczy –
- lekarz –
- dowódca kompanii szkolnej – kpt. Stefan Dokalski
- dowódca plutonu łączności – por. Kazimierz Żurniak
- dowódca 1 kompanii granicznej – kpt. Zygmunt Landgman
- dowódca 2 kompanii granicznej – kpt. Henryk König[c]
- dowódca 3 kompanii granicznej – kpt. Daniel Krośnicki

Obsada personalna w marcu 1933 :
- dowódca batalionu – mjr Stanisław Parkasiewicz
- adiutant batalionu – kpt. Roman Wójcicki
- kwatermistrz – kpt. Kazimierz Zieliński
- oficer materiałowy – por. Witold Urbanowicz
- płatnik – por. Stanisław Lachna
- lekarz – por. Dydak Pożarzycki
- dowódca plutonu łączności – por. Tomasz Mika
- dowódca kompanii odwodowej – kpt. Antoni Michalewski
- dowódca kompanii karabinów maszynowych – kpt. Bronisław Jankowski
- dowódca 1 kompanii granicznej – kpt. Juliousz Fetkowski
- dowódca 2 kompanii granicznej – kpt. Wiktor Jedynakiewicz
- dowódca 3 kompanii granicznej – kpt. Adam Paweł Gruda
- komendant powiatowy pasa granicznego PW – por. Tadeusz Skarski

Obsada personalna batalionu w czerwcu 1939:
- dowódca batalionu – mjr Czesław I Mierzejewski[d]
- adiutant batalionu – por. Leon Dobrzyński[e] → dowódca 2 kompanii ckm 133 pp
- dowódca 1 kompanii granicznej – kpt. Ludwik Waryński[f]
- dowódca 2 kompanii granicznej – kpt. Florian Domżała[g]
- dowódca kompanii odwodowej – kpt. Stanisław Mieczysław Kwasnowski[h]
- dowódca kompanii karabinów maszynowych – kpt. Józef Włodarczyk[i]
- dowódca plutonu łączności – por. Zygmunt Marcewicz[j]

### Żołnierze batalionu – ofiary zbrodni katyńskiej
Biogramy zamordowanych znajdują się na stronie internetowej Muzeum Katyńskiego
| Nazwisko i imię        | stopień              | zawód      | miejsce pracy przed mobilizacją     | zamordowany |
| ---------------------- | -------------------- | ---------- | ----------------------------------- | ----------- |
| Walczak Stefan         | podporucznik rezerwy | wykładowca | Seminarium Nauczycielskie w Grodnie | Katyń       |
| Jaczmieńczuk Arseniusz | podporucznik rezerwy |            |                                     | Charków     |